# Olympische Sommerspiele 1932/Teilnehmer (Australien)
| Gelbes Symbol für Goldmedaillen mit stilisierten Olympischen Ringen | Graues Symbol für Silbermedaillen mit stilisierten Olympischen Ringen | Braundes Symbol für Bronzemedaillen mit stilisierten Olympischen Ringen |
| ------------------------------------------------------------------- | --------------------------------------------------------------------- | ----------------------------------------------------------------------- |
| 3                                                                   | 1                                                                     | 1                                                                       |

Australien nahm an den Olympischen Sommerspielen 1932 in Los Angeles, USA, teil. Wegen der Weltwirtschaftskrise konnten nur zwölf Athleten an den Spielen teilnehmen.
Eine Neuerung war allerdings, dass die neuseeländische Schauspielerin Nola Luxford jeden Tag in einem einstündigen Radiobericht in Australien und Neuseeland über die Olympischen Spiele berichtete.

## Medaillengewinner

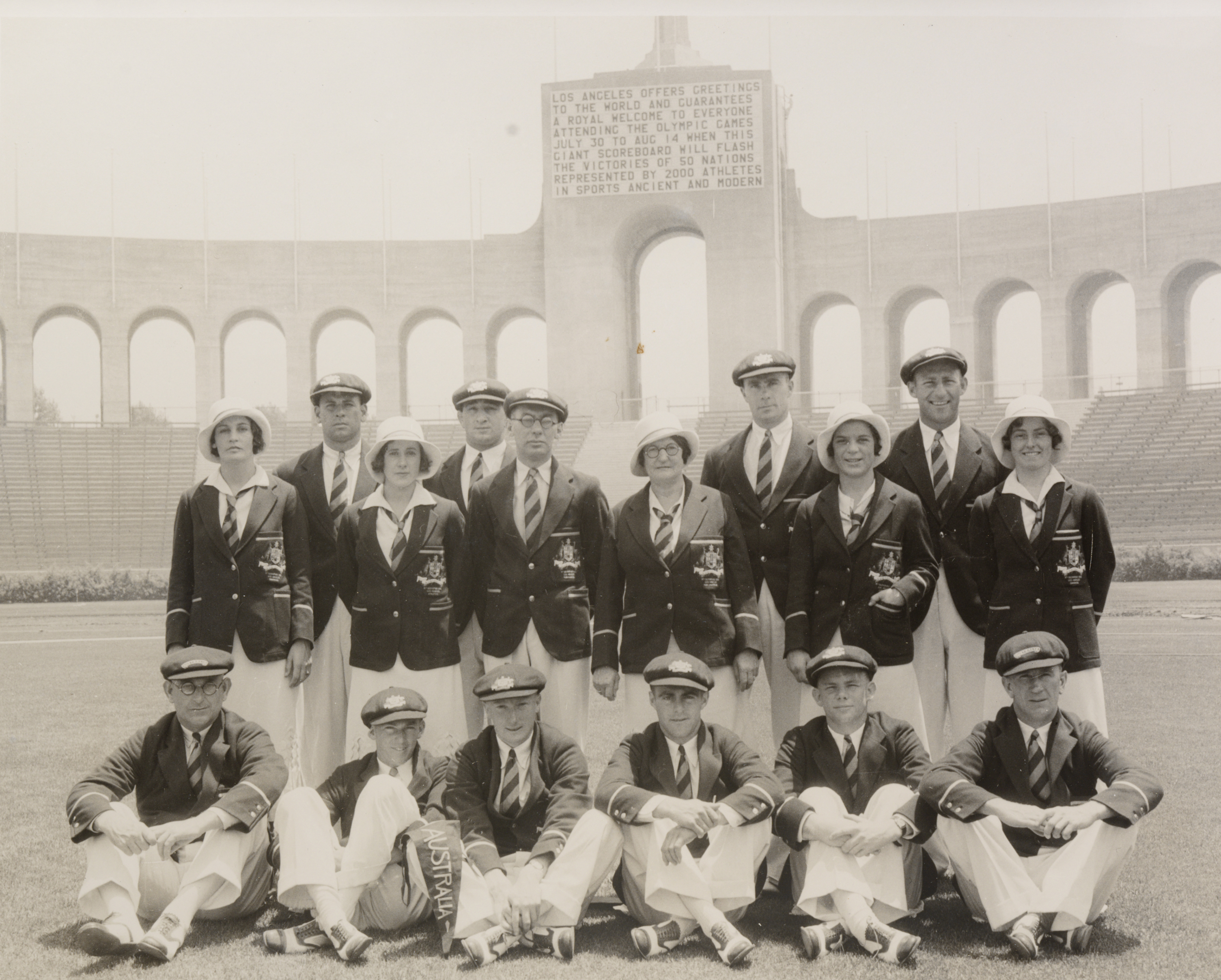
Die Australische olympische Mannschaft bei den Olympischen Sommerspielen 1932 vor dem Los Angeles Memorial Coliseum

### Gold
| Name         | Sportart  | Wettkampf              |
| ------------ | --------- | ---------------------- |
| Edgar Gray   | Radsport  | 1000 Meter Zeitfahren  |
| Clare Dennis | Schwimmen | Frauen 200 Meter Brust |
| Henry Pearce | Rudern    | Einer                  |

### Silber
| Name           | Sportart  | Wettkampf               |
| -------------- | --------- | ----------------------- |
| Bonnie Mealing | Schwimmen | Frauen 100 Meter Rücken |

### Bronze
| Name         | Sportart | Wettkampf         |
| ------------ | -------- | ----------------- |
| Edward Scarf | Ringen   | Halbschwergewicht |

## Teilnehmer nach Sportarten

### Kunstwettbewerbe
- James Quinn

### Leichtathletik
Männer
- George Golding
400 m: 6. Platz
400 m Hürden: im Halbfinale ausgeschieden

- Bill Barwick
1500 m: im Vorlauf ausgeschieden

- Alex Hillhouse
5000 m: 10. Platz

Frauen
- Eileen Wearne
100 m: im Vorlauf ausgeschieden

### Radsport
- Edgar Gray
Bahn Sprint: 4. Platz
Bahn 1000 Meter Zeitfahren: Gold

### Ringen
- Edward Scarf
Halbschwergewicht: Bronze

### Rudern
- Henry Pearce
Einer:

### Schwimmen
Männer
- Noel Ryan
100 m Freistil: im Vorlauf ausgeschieden
400 m Freistil: im Halbfinale ausgeschieden
1500 m Freistil: 4. Platz

- Andrew Charlton
400 m Freistil: 6. Platz
1500 m Freistil: im Halbfinale ausgeschieden

Frauen
- Frances Bult
100 m Freistil: 5. Platz
400 m Freistil: im Vorlauf ausgeschieden

- Clare Dennis
200 m Brust: Gold

- Bonnie Mealing
100 m Rücken: Silber